# Lončari
Lončari är en ort i Bosnien och Hercegovina.   Den ligger i entiteten Republika Srpska, i den nordöstra delen av landet, 120 km norr om huvudstaden Sarajevo. Lončari ligger 86 meter över havet och antalet invånare är 985.
Terrängen runt Lončari är mycket platt. Närmaste större samhälle är Brčko, 12,4 km sydost om Lončari.
Trakten runt Lončari består till största delen av jordbruksmark. Runt Lončari är det ganska tätbefolkat, med 185 invånare per kvadratkilometer.